# Camponotus formosensis
Camponotus formosensis é uma espécie de inseto do gênero Camponotus, pertencente à família Formicidae.